# Ottersheim bei Landau
Ottersheim bei Landau est une municipalité de la Verbandsgemeinde Bellheim, dans l'arrondissement de Germersheim, en Rhénanie-Palatinat, dans l'ouest de l'Allemagne.

## Références

Localisation d'Ottersheim bei Landau dans la Verbandsgemeide et dans l'arrondissement

## Politique
|      | SPD | CDU | WGR | Total     |
| 2009 | 2   | 5   | 9   | 16 Sièges |
| 2004 | 2   | 7   | 7   | 16 Sièges |